# Гравлікс

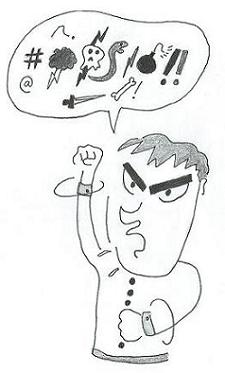
Гравлікс у коміксу.

Гравлікс (англ. Grawlix) — графічне відображення нецензурного тексту різними символами. Першим термін використовувати розпочав американський художник коміксі Морт Вокер. Зазвичай, зображує першу та останню літери слова, замінюючи символами всі інші літери.  Графічних символів, як правило, подають стільки ж, щоби було зрозуміло зі скількох літер слово. Наприклад: «б#%@ь».